# 橙胸绿鸠
橙胸绿鸠（学名：Treron bicinctus）为鸠鸽科绿鸠属的鸟类，俗名橙胸鸠、赤胸绿鸠。分布範圍西起巴基斯坦、印度、斯里兰卡，东至中南半岛、海南島、台灣，南抵马来半岛及爪哇岛，多栖息于热带雨林中以及栖息于树顶的秃枝上。该物种的模式产地在印度代利杰以南的海岸。

## 描述

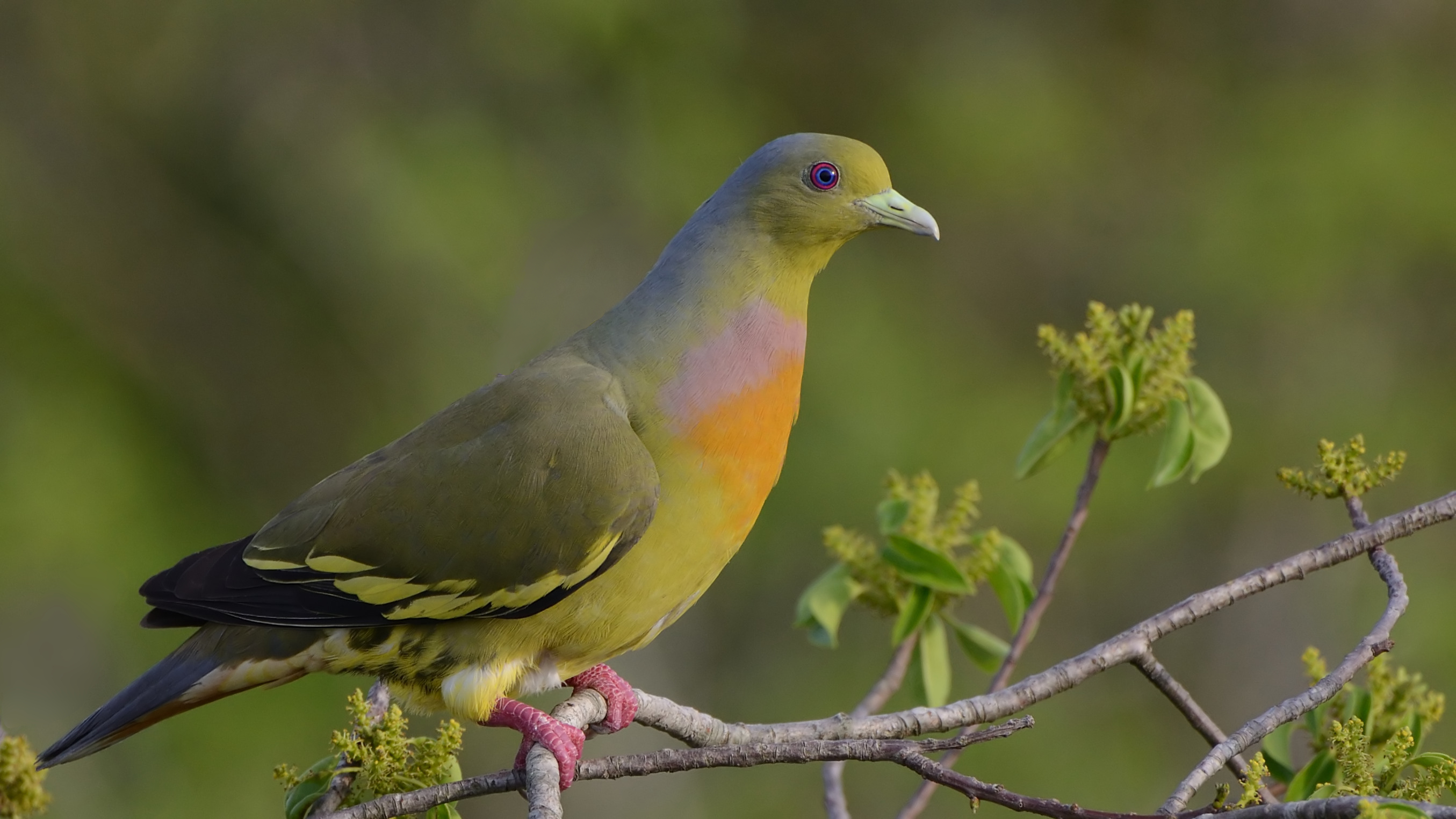
成年雄鳥, 攝於 桑德班斯, 印度

外觀上與黃腳綠鳩（Treron phoenicopterus）跟灰頭綠鳩（Treron pompadora）非常相似 ，但兩翼沒有褐紅色。雄鳥的頭部不帶任何灰色，但在胸前有淡紫色與橘色的色帶，淡紫色帶在上部寬度較窄，而下部的橘色帶較寬。尾羽底面覆羽呈淺紅褐色，尾端邊緣黃色。尾羽上方為灰色，末端暗帶較寬。
雌鳥腹部是黃色的，沒有橙色或淡紫色的色帶。尾羽的底面是暗淡的淺紅褐色，帶有綠色斑點。而尾羽上面的中央羽毛呈暗灰色而不是綠色，此點與灰額綠鳩（T. affinis）或灰頭綠鳩（T. pompadora）的雌鳥不同。
斯里蘭卡亞種（T. b。leggei）的兩翼長度較短，但其他方面相似。其他被命名為亞種的種群包括海南島的domvilii（Swinhoe，1870）， 爪哇和峇厘島的javana（Robinson & Kloss, 1923）。泰國的種群則一直列在亞種候選名單中。

## 分佈與棲地
橙胸绿鸠是一種森林物種，在印度德賴平原和喜馬拉雅山以南（1500 m以下）皆有廣泛分佈。主要分佈在西高止山脈和東高止山脈之間，以及斯里蘭卡距海岸不遠處的森林中。
此物種亦可發現於緬甸、泰國、馬來半島、越南、爪哇和海南島。據信此種會有季節性遷移，例如巴基斯坦的信德省（Sind）曾有流鳥紀錄。

## 習性

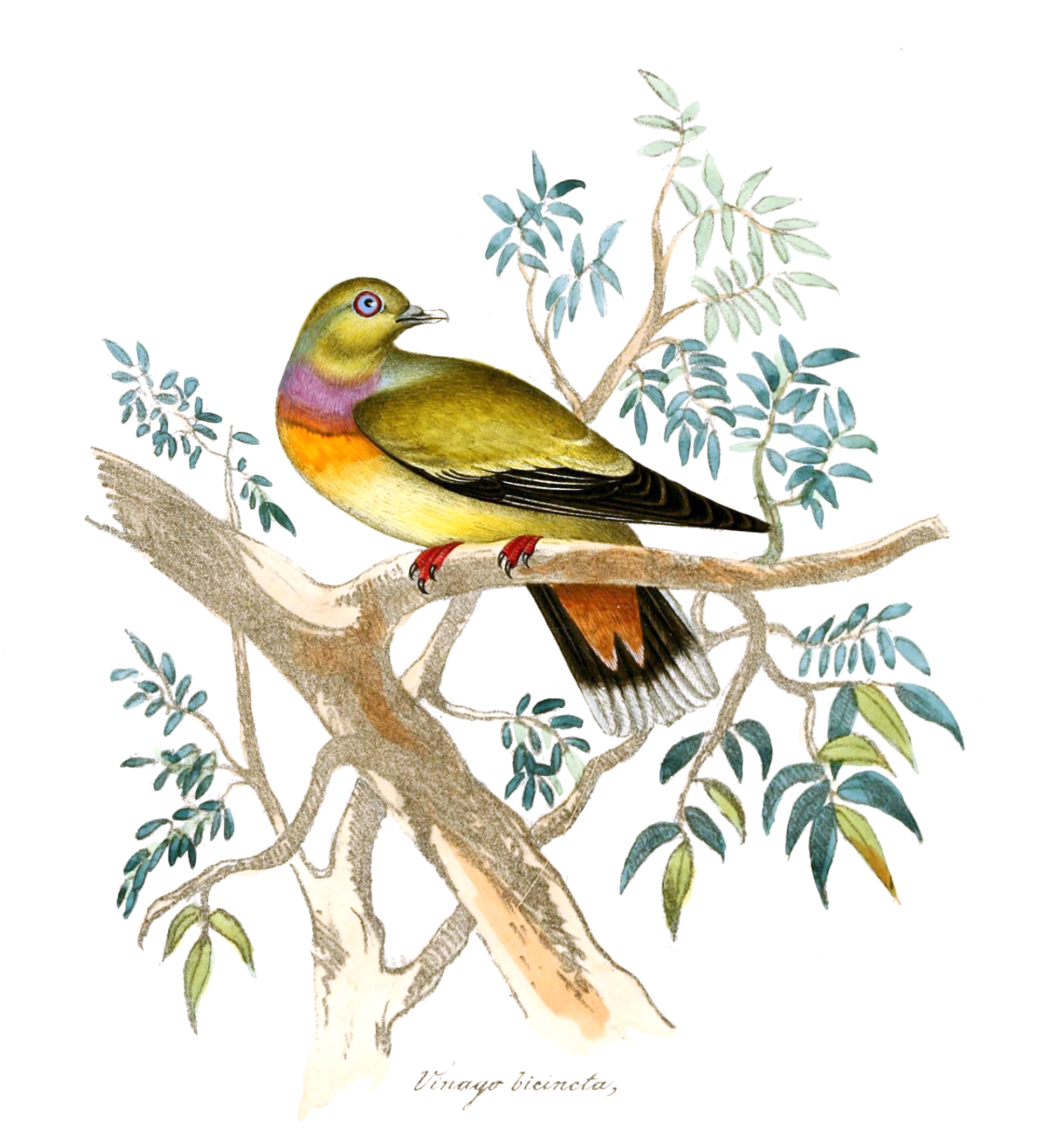
早期繪圖 (1847)

單獨或成群活動，飛行路線直而快速，規律的振翅，偶而雜有尖銳的拍擊聲，這是鳩鴿類共有的特徵。
以各類植物種子跟果實為食，會在樹枝上以緩慢行走的方式覓食。已知會食用馬兜鈴（Strychnos nux-vomica）的果實,這種果實對哺乳動物有毒。有時亦可見於地面覓食。
叫聲類似一系列低調婉轉的哨聲。在繁殖季節，雄性會以翅膀拍擊對方，並互啄攻擊。在印度，繁殖季節為3月至9月，但主要在6月之前。在斯里蘭卡，主要在12月至次年的5月繁殖。巢是脆弱而簡單的平台，只以幾段小樹枝構築，每巢會產下兩個白色的蛋。雌雄都會抱卵孵蛋，約12到14天孵化。

## 保护
- 中国国家重点保护动物等级：二级

## 亚种
- 橙胸绿鸠海南亚种（学名：Treron bicincta domvilii）。分布于台灣、海南島等地。该物种的模式产地在海南。[13]